# Saraiella carpatica
Saraiella carpatica är en tvåvingeart som beskrevs av Vaillant 1981. Saraiella carpatica ingår i släktet Saraiella och familjen fjärilsmyggor. Inga underarter finns listade i Catalogue of Life.